# Liste der Baudenkmäler in Bamberg/Eingemeindete Orte
Auf dieser Seite sind die Baudenkmäler in der oberfränkischen kreisfreien Stadt Bamberg zusammengestellt. Diese Tabelle ist eine Teilliste der Liste der Baudenkmäler in Bayern. Grundlage ist die Bayerische Denkmalliste, die auf Basis des Bayerischen Denkmalschutzgesetzes vom 1. Oktober 1973 erstmals erstellt wurde und seither durch das Bayerische Landesamt für Denkmalpflege geführt wird. Die folgenden Angaben ersetzen nicht die rechtsverbindliche Auskunft der Denkmalschutzbehörde.
Diese Teilliste enthält die Denkmäler der eingemeindeten Orte gemäß der Aufteilung des Großinventars Die Kunstdenkmäler von Bayern: Bamberg.

## Baudenkmäler in den eingemeindeten Orten

### Bruckertshof
| Lage                              | Objekt                                 | Beschreibung | Akten-Nr.                | Bild |
| --------------------------------- | -------------------------------------- | --- | ------------------------ | ---- |
| Messerschmittstraße 17 (Standort) | Ehemaliger Bruckertshof in Kramersfeld | Herrenhaus, zweigeschossiger Mansarddachbau mit geohrten Fensterrahmungen und Eckquaderung, Mitte 18. Jahrhundert | D-4-61-000-1002 Wikidata | BW   |

### Bug
| Lage                             | Objekt            | Beschreibung | Akten-Nr.               | Bild           |
| -------------------------------- | ----------------- | --- | ----------------------- | -------------- |
| Am Regnitzufer (Standort)        | Wegkreuz          | Mit Holzkruzifix wohl noch der ersten Hälfte des 19. Jahrhunderts | D-4-61-000-799 Wikidata | weitere Bilder |
| Am Regnitzufer 23 (Standort)     | Gasthaus          | Zweigeschossiger traufständiger Mansardwalmdachbau mit Zwerchhausgiebel, um 1750; von E. T. A. Hoffmann oft besucht | D-4-61-000-800 Wikidata | weitere Bilder |
| Buger Hauptstraße (Standort)     | Kreuzigungsgruppe | Auf Sandsteinsockel, neugotisch, von Philipp Dorsch, errichtet 1872 | D-4-61-000-804 Wikidata | weitere Bilder |
| Buger Hauptstraße 4 (Standort)   | Gasthaus          | Zweigeschossiger giebelständiger Mansardhalbwalmdachbau mit Anbau, 18./19. Jahrhundert; mit Nebengebäude | D-4-61-000-802 Wikidata | weitere Bilder |
| Buger Hauptstraße 9 a (Standort) | Kapelle           | Kleiner Satteldachbau mit eingezogenem Chor, neuromanisch im Rundbogenstil, von 1837/38, mit Dachreiter von 1865 | D-4-61-000-803 Wikidata | weitere Bilder |
| Nähe Oberer Leinritt (Standort)  | Marter            | Ionische Säule mit vierseitigem Aufsatz, bezeichnet 1703 und 1844 (sog. Metzgermarter am Minigolfplatz) | D-4-61-000-801 Wikidata | weitere Bilder |
| Schloßstraße 16 (Standort)       | Kleinbauernhaus   | Eingeschossiger giebelständiger Satteldachbau, verputztes Fachwerk, 18. Jahrhundert | D-4-61-000-805 Wikidata | weitere Bilder |
| Schloßstraße 26 a (Standort)     | Scheune           | Fachwerkbau des 17. Jahrhunderts; mit Kellereingang von 1787, Sandsteingewände mit Steinmetzzeichen | D-4-61-000-806 Wikidata | BW             |
| Schloßstraße 30 (Standort)       | Schloss           | Ab 1825 königlich-bayerisches Forstamt, seit 1965 Missionsmuseum der Missionsbrüder des heiligen Franziskus, zweigeschossiger, flach gegliederter Mansarddachbau, um 1730/40 für Georg Karl Karg von Bebenburg errichtet | D-4-61-000-807 Wikidata | weitere Bilder |

### Bughof
| Lage                                    | Objekt                                 | Beschreibung | Akten-Nr.                | Bild           |
| --------------------------------------- | -------------------------------------- | --- | ------------------------ | -------------- |
| Am Tännig 15 a; Am Tännig 15 (Standort) | Wasserwerk                             | Betriebsgebäude mit steilem Satteldach, Erker mit Turmaufsatz; Angestelltenwohnhaus, zweigeschossig mit Walmdach, Treppenhaus als Turm überhöht, Fassaden verputzt, Heimatstil, 1914; kubischer Anbau an das Betriebsgebäude mit Verbindungsbau im Stil der neuen Sachlichkeit; Betriebskran und Brunnen, 1920                                                                 | D-4-61-000-1451 Wikidata | weitere Bilder |
| Am Tännig 16 (Standort)                 | Forsthaus                              | Eingeschossiger Massivbau mit biberschwanzgedecktem Halbwalmdach über hakenförmigem Grundriss; Backhaus, kleiner Satteldachbau; eingefriedeter Hausgarten, 1927 | D-4-61-000-1455 Wikidata | weitere Bilder |
| Bughof 1 a (Standort)                   | Hofanlage                              | Wohngebäude, zweigeschossiger Walmdachbau mit Eckpilastern, von 1852 Nebengebäude und Scheune | D-4-61-000-808 Wikidata  | weitere Bilder |
| Bughof 1 b (Standort)                   | Hofanlage                              | Wohngebäude zweigeschossiger Mansarddachbau von 1852 Scheune und Nebengebäude schmiedeeisernes Hoftor | D-4-61-000-809 Wikidata  | weitere Bilder |
| Bughof 3 (Standort)                     | Schleuse 99                            | Bestandteil des Ludwig-Donau-Main-Kanals, Kammerschleuse, Sandstein, 1836–45. | D-4-61-000-810           | weitere Bilder |
| Bughof 3 (Standort)                     | Schleusenwärterhaus                    | Eingeschossiger Sandsteinquaderbau mit Flachsatteldach, 1854. | D-4-61-000-810 zugehörig | weitere Bilder |
| Friedrichsbrunnen (Standort)            | Feldhüterhäuschen                      | Zweigeschossiger Massivbau, verputzt, Pyramidendach, 18. Jahrhundert | D-4-61-000-1881 Wikidata | weitere Bilder |
| Regnitz; Wehrwiesen (Standort)          | Abschnitt des Ludwig-Donau-Main-Kanals | Künstlich angelegte Wasserstraße zwischen Kelheim und Bamberg auf einer Länge von 173 km mit ehemals 100 Schleusen, zahlreichen wasser- und schifffahrtstechnischen Anlagen und Gebäuden zur Herstellung eines durchgehenden Wasserweges zwischen Nordsee und dem Schwarzen Meer, auf Veranlassung König Ludwigs I. von Bayern durch Heinrich Freiherr von Pechmann, 1836–1845 | D-4-61-000-1520          | weitere Bilder |

### ERBA-Gelände
Auf dem sogenannten ERBA-Gelände in der Gaustadt befand sich ehemals die Mechanische Baumwoll-Spinnerei und Weberei Bamberg, seit 1927 Baumwollindustrie Erlangen-Bamberg (ERBA).
Eine Gruppe von Industriebauten ist an folgenden Adressen erhalten: Am Werkkanal 6, An der Spinnerei 11, 13, 15, An der Weberei 1, 1 a, 7, An der Spinnerei 10, 12, 14, 16, 18, 20, 22, 4, 6, Linker Regnitzarm, Nähe Fabrikbau, Nähe Heinrich-Semlinger-Straße, Nähe Unterer Leinritt, An der Spinnerei 27, 1, 7, 24.
- Spinnereihochbau, 1857/58 (Lage) (Bilder)
- Direktionsgebäude, um 1858 (Lage) (Bilder)
- Beamtenwohnhaus, Magazin, Batteurgebäude und Schlichterei, um 1858
- Batteurgebäude, Maschinen- und Kesselhaus, 1887
- Wasserturm 1897 (Lage)
- Wohnhaus mit Eckturm, um 1910 (Lage) (Bilder)
- Krafthaus, um 1920, mit technischer Ausstattung seit 1920
- Fabrikschlot (Lage)
- Parkanlage
- Eisengittersteg über den Werkskanal  (Lage)
- Figuren mit Platzgestaltung (Lage) (Bilder)

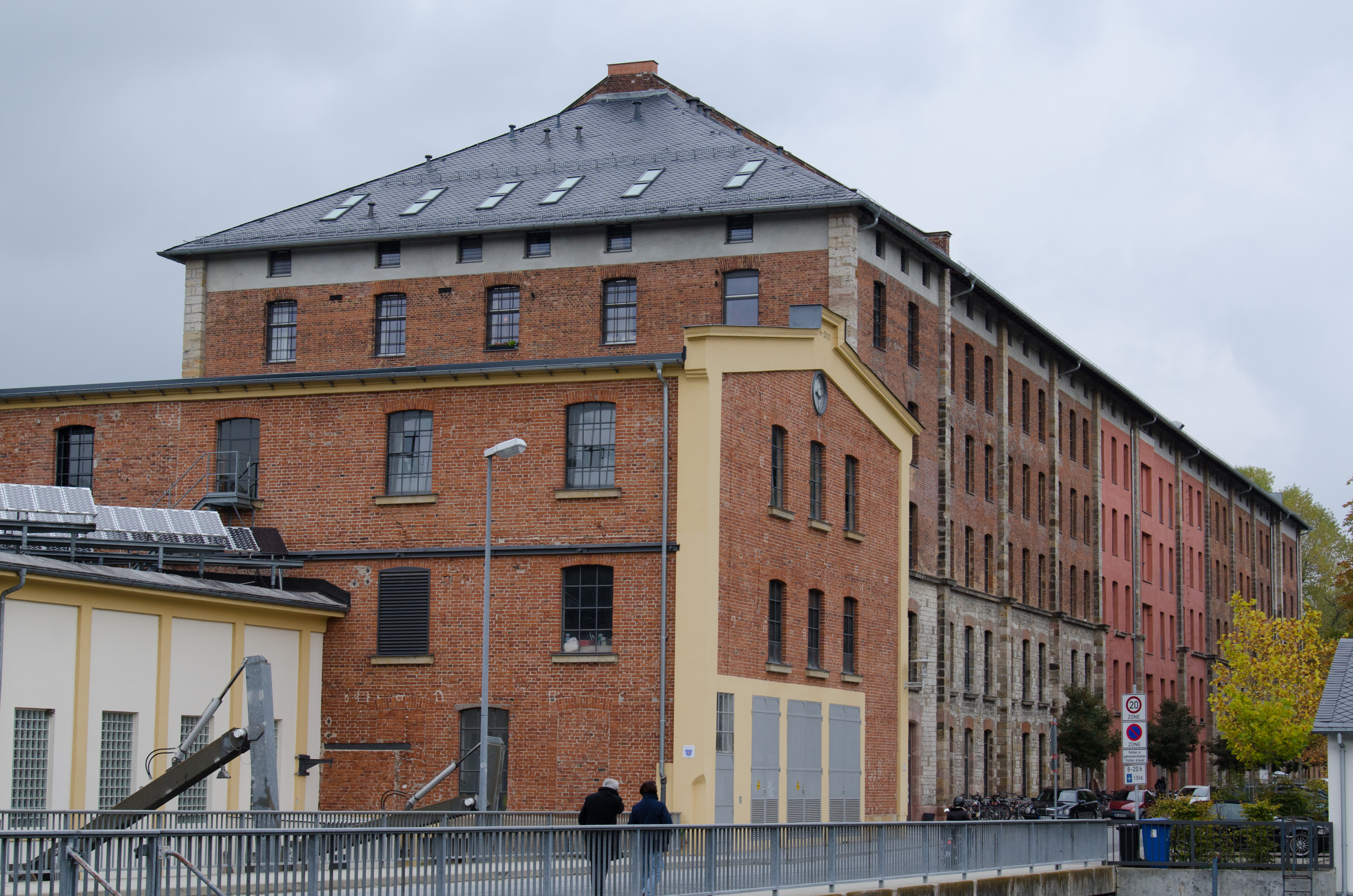
Spinnereihochbau
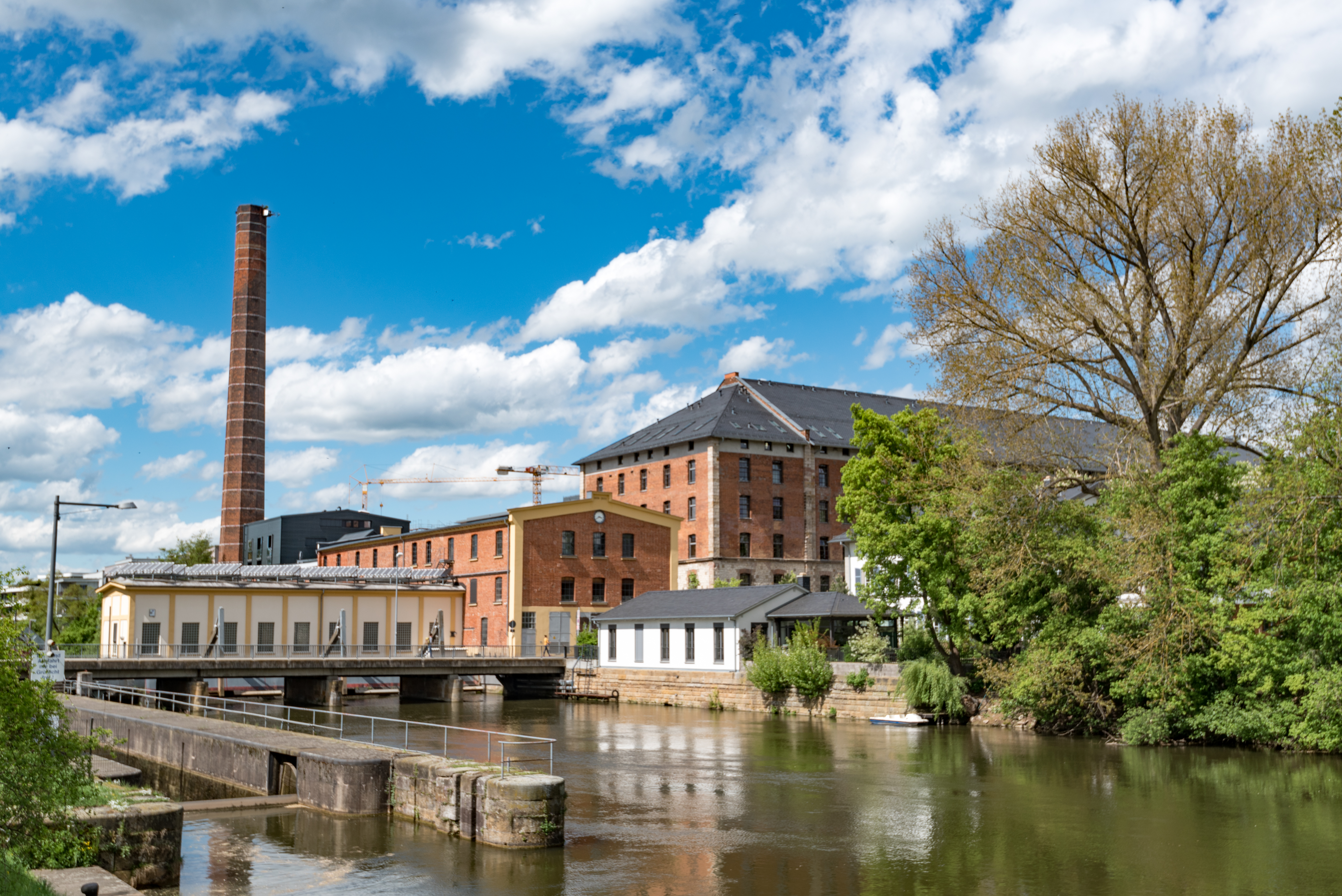
Industrieanlage von Südwesten
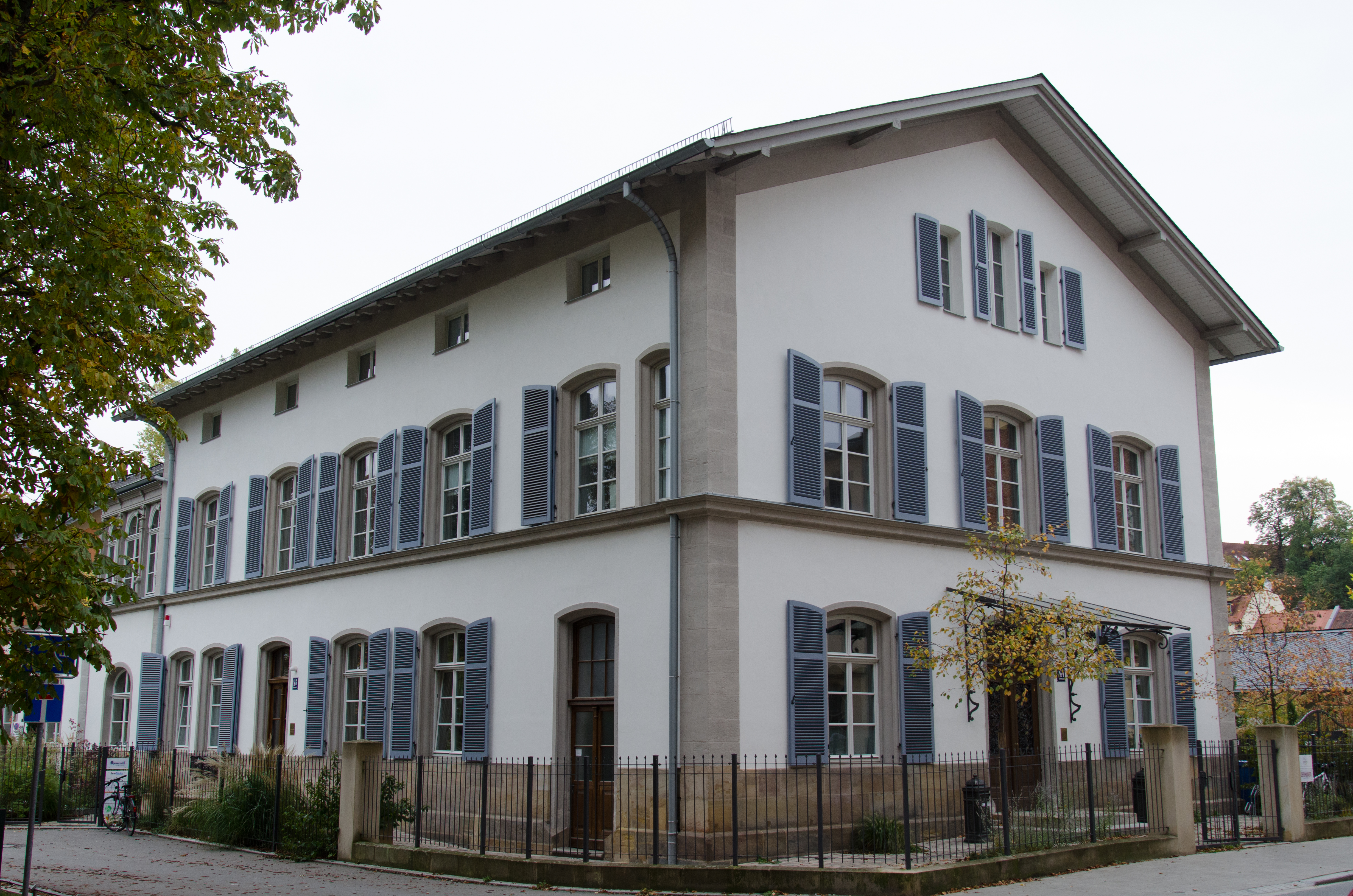
Direktionsgebäude
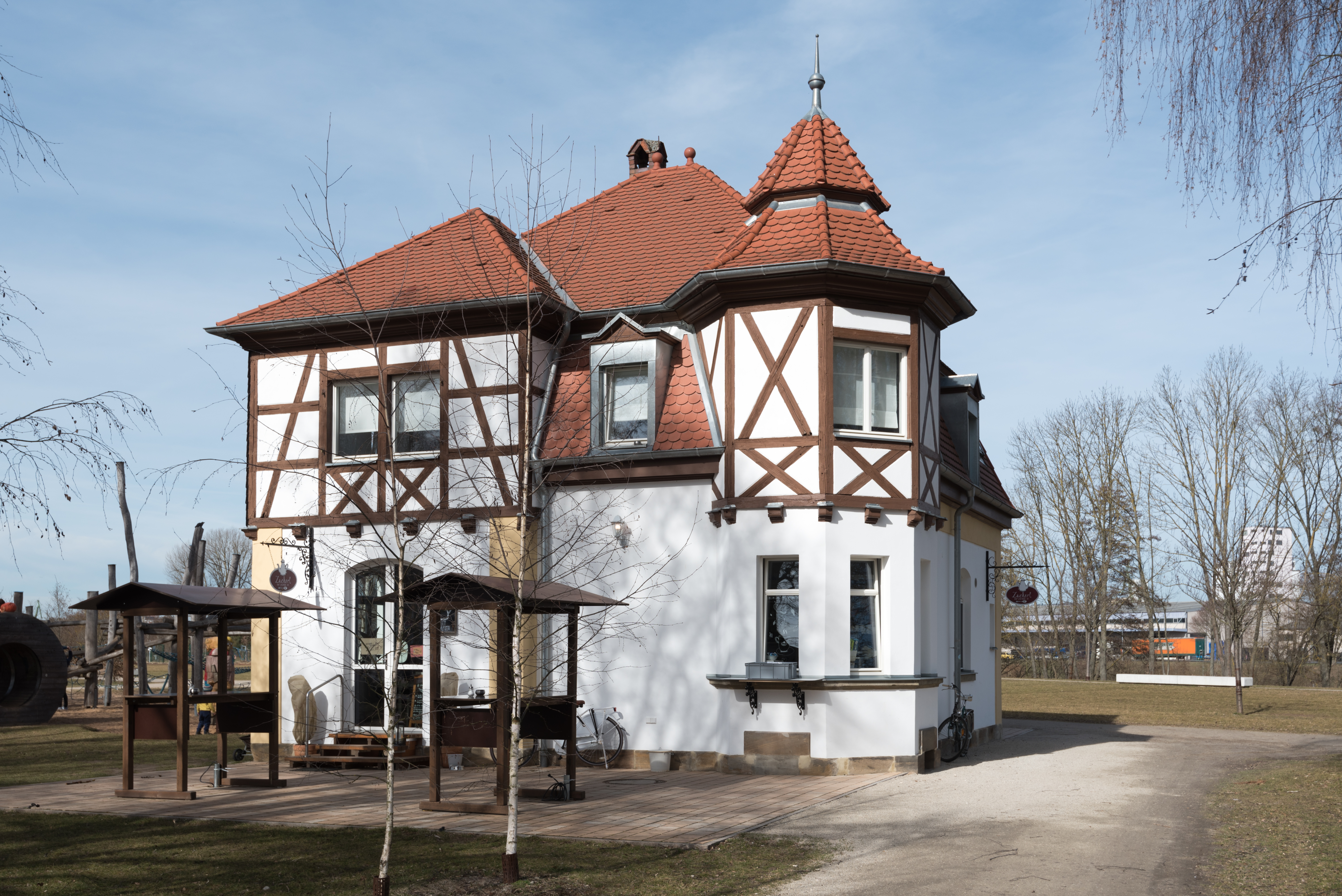
Wohnhaus
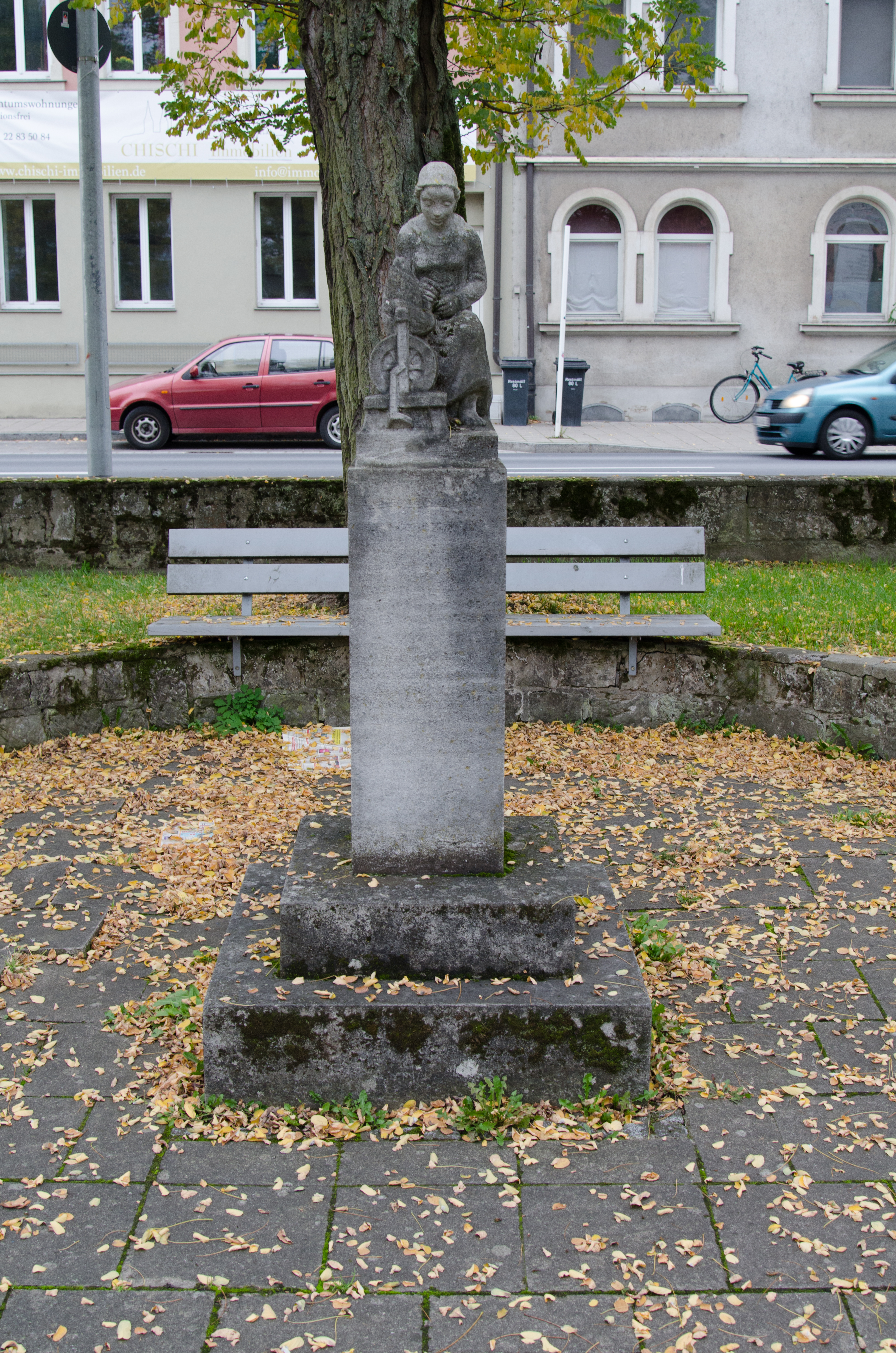
Figuren mit Platzgestaltung
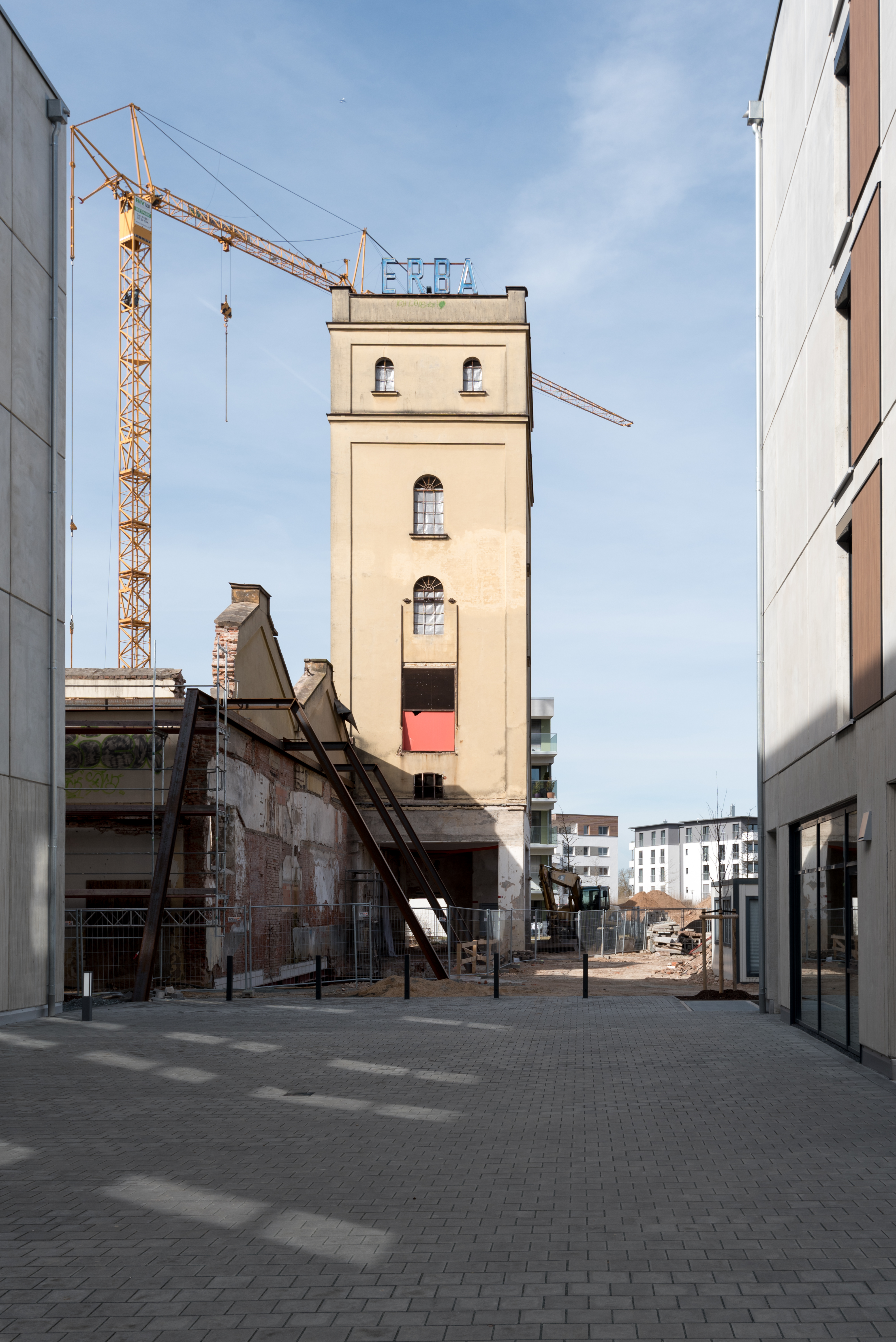
Wasserturm

Aktennummer D-4-61-000-1388.

### Gaustadt
| Lage                                       | Objekt                                                      | Beschreibung | Akten-Nr.                | Bild           |
| ------------------------------------------ | ----------------------------------------------------------- | --- | ------------------------ | -------------- |
| Cherbonhofstraße 9, 10 (Standort)          | Sogenannter Cherbonhof                                      | Zweiflügeliges Wohnhaus von 1853 mit zugehörigen Stallungs- und Scheunenbauten | D-4-61-000-811 Wikidata  | weitere Bilder |
| Dr.-Martinet-Straße 11 (Standort)          | Pfarrhaus                                                   | Zweigeschossiger Satteldachbau, teilweise Fachwerk, erste Hälfte 18. Jahrhundert | D-4-61-000-815 Wikidata  | weitere Bilder |
| Dr.-Martinet-Straße 13 (Standort)          | Katholische Pfarrkirche St. Joseph                          | Neugotische Basilika, 1899–1906 von Georg II. Hofbauer; mit Ausstattung | D-4-61-000-813 Wikidata  | weitere Bilder |
| Dr.-Martinet-Straße 13 (Standort)          | Kriegerdenkmal                                              | Steinfiguren auf einem Sockel, mit Inschriftentafeln, von Hans Leitherer und A. Seidlein, 1922 | D-4-61-000-814 Wikidata  | weitere Bilder |
| Dr.-Martinet-Straße 15 (Standort)          | Wohnhaus                                                    | Zweigeschossiger Mansarddachbau, 18./19. Jahrhundert | D-4-61-000-816 Wikidata  | weitere Bilder |
| Dr.-Martinet-Straße 17 (Standort)          | Wohnhaus                                                    | Zweigeschossiger Walmdachbau, 18./19. Jahrhundert | D-4-61-000-817           | weitere Bilder |
| Fabrikbau 2, 4, 6, 8, 10, 12 (Standort)    | Arbeiterwohnanlage                                          | Langgestreckter zweieinhalbgeschossiger Flachsatteldachbau mit transversalen Kopfbauten, die Rückseite durch Risalite gegliedert, um 1860/70 | D-4-61-000-818 Wikidata  | weitere Bilder |
| Gaustadter Hauptstraße 24 (Standort)       | Hausfigur                                                   | Heiliger Sebastian, auf einer Sandsteinkonsole, erste Hälfte 18. Jahrhundert | D-4-61-000-821 Wikidata  | weitere Bilder |
| Gaustadter Hauptstraße 29 (Standort)       | Katholische Kapelle St. Sebastian                           | Saalbau mit eingezogenem Chor und Dachreiter, 1808 anstelle einer Kapelle von 1737 neu errichtet; mit Ausstattung | D-4-61-000-819 Wikidata  | weitere Bilder |
| Gaustadter Hauptstraße 29 (Standort)       | Pestsäule                                                   | Mit Aufsatz und Metallkreuz, Sandstein, bezeichnet 1652; vor der Kapelle St. Sebastian | D-4-61-000-820 Wikidata  | weitere Bilder |
| Gaustadter Hauptstraße 31 (Standort)       | Domkapitelsches Wirtshaus                                   | Gasthaus, Oberes Wirtshaus, dreigeschossiger Satteldachbau, teilweise mit Fachwerk, 18. Jahrhundert | D-4-61-000-823 Wikidata  | weitere Bilder |
| Gaustadter Hauptstraße 31 (Standort)       | Wirtsgarten                                                 | über der Straße, 2. Hälfte 19. Jahrhundert | D-4-61-000-823 Wikidata  | weitere Bilder |
| Gaustadter Hauptstraße 41, 41a (Standort)  | „Klein-Hertie“                                              | Ehemalige Ladenlokale, im Hang, verblendet durch ca. 20 m lange, steinmetzmäßig bearbeitete Beton-Stützmauer mit spitz übergiebelten Öffnungen, Treppe und geschlossener Brüstung zwischen zwei Begrenzungspfeilern, im Stil des Expressionismus, um 1925; Inneres teilweise verändert | D-4-61-000-2603          | BW             |
| Gaustadter Hauptstraße 51 (Standort)       | Wegkreuz                                                    | Holzkreuz mit gefasten Balken und polychrom gefasstem, hölzernen Kruzifix im Dreinageltypus, wohl Anfang 20. Jh., Blechbedachung erneuert, nachqualifiziert | D-4-61-000-2604          | BW             |
| Gaustadter Hauptstraße 109 a (Standort)    | Ehemaliger Fischerhof des Benediktinerklosters Michaelsberg | Zweigeschossiger, gegliederter Mansarddachbau, mit Erdgeschossarkaden über einer um 1100 gefassten Quelle, wohl von Konrad Fink 1763 | D-4-61-000-825 Wikidata  | weitere Bilder |
| Gaustadter Hauptstraße 120, 121 (Standort) | Beamtenwohnhaus                                             | Beamtenwohnhaus der ehemaligen Baumwoll-Spinnerei und Weberei Bamberg, zweigeschossiges Walmdachhaus mit Pilastergliederung, Eckloggien und Ziergiebeln, 1920; Gartenpavillon | D-4-61-000-1389 Wikidata | weitere Bilder |
| Gaustadter Hauptstraße 130 (Standort)      | Gasthaus Schweinfurter Hof                                  | Dreigeschossiger Mansarddachbau mit Zierfachwerk, in historisierendem Jugendstil, Anfang 20. Jahrhundert | D-4-61-000-826 Wikidata  | weitere Bilder |
| Martin-Ott-Straße 1 (Standort)             | Marter                                                      | Sogenannte Löhrmarter, Säule mit vierseitigem Aufsatz und vier Bildtafeln, Sandstein, bezeichnet 1668 | D-4-61-000-828 Wikidata  | weitere Bilder |
| Martin-Ott-Straße 16 (Standort)            | Stallgebäude                                                | Eingeschossiger Mansarddachbau, 18. Jahrhundert | D-4-61-000-829 Wikidata  | weitere Bilder |
| Nähe Gaustadter Hauptstraße (Standort)     | Gumbertusbrunnen                                            | Auch Jungferlesbrunnen genannt, Marter, Aufsatz mit vier Reliefdarstellungen (Heinrich und Kunigunde, Kreuzigung Christi, Christus als Weltenherrscher, Christus am Ölberg), Sandstein, um 1430, neugotisch ergänzt                                                                    | D-4-61-000-1291 Wikidata | weitere Bilder |
| Nähe Gaustadter Hauptstraße (Standort)     | Martersäule                                                 | Sogenannte Rote Marter, Sandsteinsäule mit vierseitigem Aufsatz und bekrönendem Kreuz, wohl 19. Jahrhundert; bei Gaustadter Hauptstraße 85 | D-4-61-000-824 Wikidata  | weitere Bilder |
| Nähe Gaustadter Hauptstraße (Standort)     | Steinfigur                                                  | Steinfigur des Heiligen Joseph, 1898 | D-4-61-000-822 Wikidata  | weitere Bilder |
| Nähe Heßlergasse (Standort)                | Marter                                                      | Am Elbischen Sand oder Weiße Marter, Sandsteinsäule mit reliefiertem vierseitigem Aufsatz und bekrönendem Kreuz, 1752 | D-4-61-000-827 Wikidata  | weitere Bilder |
| Nähe Rothofer Straße (Standort)            | Wegkreuz                                                    | Kruzifix, Holz, gefasst, um 1900 | D-4-61-000-1449 Wikidata | weitere Bilder |

### Kramersfeld
| Lage                 | Objekt      | Beschreibung | Akten-Nr.                | Bild           |
| -------------------- | ----------- | --- | ------------------------ | -------------- |
| Breitenau (Standort) | Schießstand | der ehemaligen königlich bayerischen Militärfliegerschule Nr. 6 zur Justierung von Bordmaschinengewehren, Betonkonstruktion, 1917–1919 | D-4-61-000-1469 Wikidata | weitere Bilder |

### Wildensorg
| Lage                                          | Objekt       | Beschreibung | Akten-Nr.               | Bild           |
| --------------------------------------------- | ------------ | --- | ----------------------- | -------------- |
| Eichelseeweg 5 (Standort)                     | Marter       | Säule mit vierseitigem Aufsatz, vier Bronzetafeln mit Bildmotiven, bezeichnet 1755; bei der Kapelle | D-4-61-000-831 Wikidata | weitere Bilder |
| Im Blafsert (Standort)                        | Marter       | Sockel mit reliefiertem Aufsatz, Vorder- und Rückseite mit Kreuzigungsgruppe, seitlich heiliger Bischof und Jakobus Major, Sandstein, gotisch, um 1330/40; am Höhenscheitel der Straße am Ortseingang von Wildensorg | D-4-61-000-752 Wikidata | weitere Bilder |
| Nähe Kirchweg (Standort)                      | Kapelle      | Dreiseitig geschlossener Massivbau von 1891 | D-4-61-000-830 Wikidata | weitere Bilder |
| Schlagfeldweg 3; Schlagfeldweg 3 a (Standort) | Wohnstallbau | Eingeschossiger Satteldachbau mit stichbogigen Öffnungen, in traditionellen Formen, mit fluchtendem Stadel, zweite Hälfte 19. Jahrhundert                                                                            | D-4-61-000-832 Wikidata | BW             |
| Wildensorger Hauptstraße 26 (Standort)        | Kleinhaus    | Eingeschossiger Mansardhalbwalmdachbau, 18./19. Jahrhundert | D-4-61-000-833 Wikidata | weitere Bilder |
| Wildensorger Hauptstraße 47 (Standort)        | Kleinhaus    | Eingeschossiger Halbwalmdachbau, mit Fachwerk, 18. Jahrhundert | D-4-61-000-834 Wikidata | BW             |
| Wildensorger Hauptstraße 52 (Standort)        | Hofanlage    | Eingeschossiger Satteldachbau mit quergestelltem Wohnteil mit Walmdach und Fachwerkobergeschoss, erste Hälfte 19. Jahrhundert; Holzlege                                                                              | D-4-61-000-836 Wikidata | weitere Bilder |
| Wildensorger Hauptstraße 57 (Standort)        | Wegkreuz     | Kruzifix, spätes 19. Jahrhundert; vor Gasthof | D-4-61-000-837 Wikidata | weitere Bilder |

## Ehemalige Baudenkmäler
In diesem Abschnitt sind Objekte aufgeführt, die früher einmal in der Denkmalliste eingetragen waren, jetzt aber nicht mehr. Objekte, die in anderem Zusammenhang also z. B. als Teil eines Baudenkmals weiter eingetragen sind, sollen hier nicht aufgeführt werden. Aktennummern in diesem Abschnitt sind ehemalige, jetzt nicht mehr gültige Aktennummern.

| Lage                                      | Objekt    | Beschreibung                        | Akten-Nr.               | Bild |
| ----------------------------------------- | --------- | ----------------------------------- | ----------------------- | ---- |
| Gaustadt Dr.-Martinet-Straße 4 (Standort) | Kleinhaus | Mit Fachwerkgiebel, 18. Jahrhundert | D-4-61-000-812 Wikidata | BW   |